# Terezínská deklarace
Terezínská deklarace je nezávazné prohlášení, které v červnu 2009 vydalo 47 zemí a v němž se dohodly na opatřeních k nápravě hospodářských křivd, které provázely holocaust (šoa) Židů a dalších obětí nacistické perzekuce v Evropě. Nejedná se o smlouvu ani právně závaznou mezinárodní smlouvu.
Konference k osudu majetku obětí holokaustu se konala v Terezíně, v místě Terezínského ghetta. O rok později 43 signatářských zemí (kromě Běloruska, Malty, Ruska a Polska) schválilo doprovodný dokument nazvaný Směrnice a osvědčené postupy z roku 2010 pro restituci a odškodnění nemovitého (reality) majetku, který stanoví osvědčené postupy pro nemovitý majetek. Podle těchto pokynů se upřednostňuje restituce samotného majetku (in rem), avšak pokud to není možné, je možná platba nebo náhradní majetek, který je „skutečně spravedlivý a přiměřený“. Deklarace nemá právní sílu a nedefinuje, jak by měly zúčastněné země postupovat, aby ji naplnily.
Během holokaustu probíhalo rabování židovského majetku organizovaně a ve velkém měřítku. Po válce sice někteří Židé dostali svůj majetek zpět, byla to však spíše výjimka. Lidé, kteří si uloupený majetek ponechali, jej považovali za svůj a nenáviděli navrátilce, kteří se vrátili, aby si svůj majetek nárokovali. Mnoho zemí sice přijalo zákony o restitucích, ale v mnoha případech platily jen teoreticky a ve východní Evropě často jen několik let. Terezínská deklarace byla přijata v roce 2009 v důsledku toho, co americký velvyslanec Stuart E. Eizenstat nazval „nedokončenou záležitostí z druhé světové války“.
Kromě restitucí pozůstalým a dědicům Terezínská deklarace uvádí, že v některých státech by majetek bez dědiců (který připadl státu) mohl sloužit jako základ pro řešení materiálních záležitostí potřebných přeživších holocaustua pro zajištění trvalého vzdělávání o holocaustu, jeho příčinách a důsledcích.
Americký zákon Justice for Uncompensated Survivors Today (JUST) Act (Zákon o spravedlnosti pro pozůstalé bez náhrady) z roku 2017 požaduje, aby ministerstvo zahraničí Spojených států amerických podalo Kongresu zprávu o krocích, které signatáři Terezínské deklarace podnikli k odškodnění přeživších holocaustu a jejich dědiců za majetek zabavený nacistickým Německem a poválečnými komunistickými vládami.